# Urarina
L'urarina, cimarrón, itucali, shimacu o simacu és una llengua aïllada de l'Amazònia peruana parlada per menys de 3.000 persones de l'ètnia urarina, de la província de Loreto (Perú).

## Fonologia
L'inventari de vocals de l'urarina ve donat per:
|         | Anteriors | Centrals | Posteriors |
| ------- | --------- | -------- | ---------- |
| Tancada | i /i/     | ʉ /ʉ/    | u /u/      |
| Mitjana | e /e/     |          |            |
| Oberta  |           | a /a/    |            |

Mentre que l'inventari consonàntic ve donat per:
|            |               | Bilabials | Dentals | Retrofl. | Palatals | Velars  | Glotals |
| ---------- | ------------- | --------- | ------- | -------- | -------- | ------- | ------- |
| Oclusives  | Sordes        |           | t /t/   |          |          | k /k/   |         |
| Oclusives  | Sonores       | b /b/     | d /d/   |          |          |         |         |
| Oclusives  | Labialitzada  |           |         |          |          | kw /kʷ/ |         |
| Fricatives | Sordes        |           | s /s/   |          | sh /ʃ/   |         | h /h/   |
| Fricatives | Labialitzada  | fw /fʷ/   |         |          |          |         |         |
| Fricatives | Palatalitzada |           |         |          | hj /hʲ/  |         |         |
| Africades  | Africades     |           |         |          | ts /t͡ɕ/  |         |         |
| Nasals     | Nasals        | m /m/     | n /n/   |          | ng /ɲ/   |         |         |
| Líquides   | Líquides      |           | l /l/   | r /ɽ/    |          |         |         |